# Вільям Реншоу
Вільям «Віллі» Чарльз Реншоу (англ. William Charles Renshaw; 3 січня 1861, Лемінгтон, Ворикшир — 12 серпня 1904, Дорсет) — британський тенісист, перший президент Асоціації лаун-тенісу.

## Біографія
Вільям Реншоу народився 3 січня 1861 року у місті Лемінгтон в родині Джеймса Реншоу та Еллен Найт, і був молодше свого брата-близнюка Ернеста на 15 хвилин. Його батько Джеймс Реншоу помер за кілька місяців до народження синів, але він залишив своїй родині достатньо грошей для того, щоб Вільям та Ернест, надалі, могли повністю зосередитися на тенісі, не піклуючись про те, як заробити собі на життя. Протягом двох років (1872—1874) брати вчилися в коледжі в Челтенхемі .
Вільям Реншоу був обраний президентом Асоціації лаун-тенісу в січні 1888 року і займав цей пост протягом восьми років.
Помер у місті Свонейдж 12 серпня 1904 року.
1983 року брати Вільям та Ернест Реншоу удостоїлися місця в Міжнародній залі тенісної слави в Ньюпорті.

## Спортивна кар'єра
Вільям Реншоу почав регулярно брати участь у «дорослих» турнірах в 1879 році, і тоді ж він здобув свою першу перемогу: у фіналі турніру в Челтенхемі він в чотирьох партіях обіграв ірландця Віра Гулда. 1880 року — переміг на Чемпіонаті Ірландії і його суперником у Челендж-матчі (фіналі турніру) був знову Вір Гулд.
Вперше брати виступили на Вімблдоні 1880 року, і Вільям програв уже в третьому колі, зазнавши поразки в чотирьох партіях від Едварда Вудхауса. Але вже в наступному році почалася ера його абсолютного домінування: з 1881 по 1889 рік він завоював сім титулів у чоловічому одиночному розряді (рекорд, який він ділить з Піт Сампрас і Роджером Федерером), і шість з них підряд (1881—1886). Перший титул на Вімблдоні 20-річний Вільям здобув, розгромивши у Челендж-мтачі за 37 хвилин Джона Хартлі 6-0, 6-1, 6-1. У фіналі Вімблдонського турніру в одиночному розряді Вільям тричі грав проти свого брата Ернеста (1882, 1883 та 1889), і у всіх трьох випадках йому вдавалося здобути перемогу. Також, разом з братом, здобув п'ять перемог у чоловічому парному розряді.
Крім того, Вільям десять разів вигравав Чемпіонат Ірландії: тричі в одиночному розряді (1880–1882), чотири рази в чоловічому парному розряді, разом з братом (1881, 1883-1885) і тричі в змішаному парному розряді (1881 — з міс Аберкромбі, 1884—1885 — з М. Уотсон). Також Вільям разом з братом тричі (1880, 1881, 1884) перемагав на Чемпіонаті Оксфордського університету в чоловічому парному розряді (цей турнір, всупереч своїй назві, був відкритий для всіх охочих, а не тільки для студентів).
У літні місяці Вільям Реншоу змагався на турнірах в Англії та Ірландії, а взимку грав на кортах Французької Рив'єри. Він наполегливо тренувався протягом усього сезону і був «одним з перших справжніх професіоналів в цьому виді спорту».
1893 року, коли брати Реншоу востаннє з'явилися на Вімблдонський кортах, вони повинні були грати один проти одного вже в першому колі, але Вільям знявся зі змагань на користь старшого брата. В цьому ж році він здобув свій останній титул: на турнірі в Ексмуті у фіналі він з рахунком 6-2, 6-4, 6-3 обіграв Герберта Грова.

## Фінали турнірів Великого шолома

### Одиночний розряд

#### Перемоги
| Рік  | Турнір               | Суперник у Фіналі | Рахунок у фіналі        |
| 1881 | Вімблдонський турнір | Джон Хартлі       | 6-0, 6-1, 6-1           |
| 1882 | Вімблдонський турнір | Ернест Реншоу     | 6-1, 2-6, 4-6, 6-2, 6-2 |
| 1883 | Вімблдонський турнір | Ернест Реншоу     | 2-6, 6-3, 6-3, 4-6, 6-3 |
| 1884 | Вімблдонський турнір | Герберт Лофорд    | 6-0, 6-4, 9-7           |
| 1885 | Вімблдонський турнір | Герберт Лофорд    | 7-5, 6-2, 4-6, 7-5      |
| 1886 | Вімблдонський турнір | Герберт Лофорд    | 6-0, 5-7, 6-3, 6-4      |
| 1889 | Вімблдонський турнір | Ернест Реншоу     | 7-5, 6-2, 4-6, 7-5      |

#### Поразки
| Рік  | турнір               | Суперник у Фіналі | Рахунок у фіналі        |
| 1890 | Вімблдонський турнір | Віллабі Гемільтон | 8-6, 2-6, 6-3, 1-6, 1-6 |

### Парний розряд

#### Перемоги
| Рік  | Турнір               | Партнер       | Суперники в фіналі                   | Рахунок у фіналі        |
| 1884 | Вімблдонський турнір | Ернест Реншоу | Ернест Льюїс Едвард Вільямс          | 6-3, 6-1, 1-6, 6-4      |
| 1885 | Вімблдонський турнір | Ернест Реншоу | Клод Фаррер Артур Стенлі             | 6-3, 6-3, 10-8          |
| 1886 | Вімблдонський турнір | Ернест Реншоу | Клод Фаррер Артур Стенлі             | 6-3, 6-3, 4-6, 7-5      |
| 1888 | Вімблдонський турнір | Ернест Реншоу | Герберт Вілберфорс Патрік Боуз-Лайон | 2-6, 1-6, 6-3, 6-4, 6-3 |
| 1889 | Вімблдонський турнір | Ернест Реншоу | Ернест Льюїс Джордж Гільярд          | 6-4, 6-4, 3-6, 0-6, 6-1 |